# Opuncja drobnokolczasta
Opuncja drobnokolczasta (Opuntia microdasys) – gatunek rośliny z rodziny kaktusowatych. Występuje w centralnym i północnym Meksyku (Chihuahua, Coahuila, Durango, Nuevo León, San Luis Potosí, Zacatecas).

## Morfologia

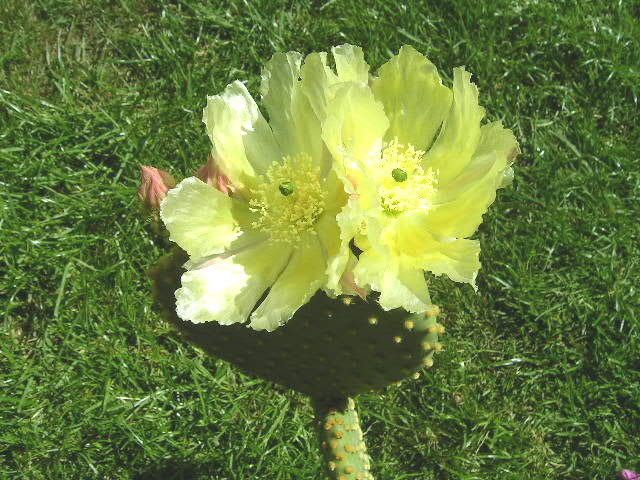
kwitnąca opuncja drobnokolczasta

PokrójGęsto rozgałęziony sukulent o wysokości do 40–60 cm. Poszczególne człony łodygi osiągają długość 6–15 cm i szerokość 4–12 cm.
LiścieGatunek ten nie ma cierni, ale liczne białe lub żółte mające 2–3 mm długości "włoski" (tzw. glochidy) zebrane w gęste grupy. Glochidy stanowią specyficzną formę cierni – są bardzo łamliwe i zakończone mikroskopijnymi harpunami, które powodują zaczepianie się w skórze, wywołując jej podrażnienia.
KwiatyŻółte.

## Zastosowanie
Ze względu na małe rozmiary ten gatunek opuncji jest uprawiany jako roślina ozdobna, W Polsce jako roślina pokojowa.

## Uprawa
W okresie wegetacji jest przyzwyczajona do ciepłych temperatur od 21 do nawet 35°C. W okresie zimowym przechodzi stan spoczynku w dużo niższych temperaturach, przy czym ten gatunek od października do marca wymaga temperatury w zakresie 8-14° C.